# NGC 407
NGC 407 est une vaste galaxie lenticulaire située dans la constellation des Poissons. NGC 407 a été découverte par l'astronome germano-britannique William Herschel en 1784.

## Caractéristiques
Sa vitesse par rapport au fond diffus cosmologique est de 5 280 ± 36 km/s, ce qui correspond à une distance de Hubble de 77,9 ± 5,5 Mpc (∼254 millions d'al)